# Софија Стефановић
Софија Стефановић је српски археолог, физички антрополог и редовни професор на Филозофском факултету у Београду.

## Каријера
Стефановић је након основних студија археологије 1995. године уписала магистарске студије антропологије исто на Филозофском факултету у Београду. Током магистарских студија изабрана за асистента-приправника у области физичке антропологије. Након што је одбранила своју магистарску дисертацију (Археолошки истражене и антрополошки обрађене некрополе на тлу Србије) је изабрана за асистента на факултету. Докторат (Скелетни маркери окупационог стреса у касној праисторији (2000 – 1500 пре н.е.)) је одбранила 2006. године. Наредне године је изабрана за доцента, 2012. године за ванредног професора и 2016. године за редовног професора. На факултету предаје низ пред из области биоархеологије на основним, мастер и докторским студијама.
Стефановић на факултету такође ради и у Лабораторији за биоархеолошка истраживања. Руководилац је ERC BIRTH пројекта на BioSense институту у Новом Саду који финансира Европски истраживачки савет. Пројекат се бави проучавањем неолитске револуције. Тим археолога и биоархеолога ће пет година истраживати утицај културе и исхране на пораст броја порођаја у време мезолита и неолита - од 10000. до 5000. године пре нове ере. Осим проф. др Софије Стефановић у тиму су и проф. др Весна Димитријевић, археозоолог, и доц. др Марко Порчић, археолог, др Марија Радовић, научни сарадник, дентални антрополог, докторанди Ивана Живаљевић, Јелена Јовановић, Тамара Благојевић, као и др Драгана Филиповић, археоботаничар са Балканолошког института.
Осим научног рада, Стефановић се бави и популаризацијом науке. Организовала је изложбе Шта нам говоре древне кости за Ноћ музеја у Београду 2011. године и Један дан у животу праисторијског човека за Фестивал науке у Београду 2012 године. Гостовала је у РТС-у у емисији Конктекст21 два пута и писала текстове за Планета 56 и дневне новине Блиц и 24 часа.

## Селектована библиографија

### Монографије
- Stefanović, S (2012). Syphilis controversy : treponemal infection in European prehistory (in Serbian). Belgrade: Faculty of Philosophy..
- Stefanović, S (2008). Labour, gender and status in the Bronze Age: skeletal evidence of physical activities from the Mokrin necropolis (in Serbian). Belgrade: Faculty of Philosophy..

### Радови у часописима
- Dimitrijević, V., Živaljević, I., Stefanović, S. 2016. Becoming sedentary? The seasonality of food resource exploitation in the Mesolithic-Neolithic Danube Gorges. Documenta praehistorica XLIII: 103-122.
- Porčić, M., Blagojević, T. and Stefanović, S. (2016). „Demography of the early Neolithic population in central Balkans: population dynamics reconstruction using summed radiocarbon probability distributions”. PLOS ONE. 11 (8): e0160832. Bibcode:2016PLoSO..1160832P. PMC 4980024 . PMID 27508413. doi:10.1371/journal.pone.0160832 .: e0160832.
- Стефановић, С., Порчић, М. (2015). „Старчевачки гробови на Јаричишту-антрополошка анализа”. Архаика. 3: 67—88.
- Јовановић, J. де Бекделиевр, K. Гуд, Г. ле Руа, М., Ершер, Е., Стефановић, С. (2015). „Исхрана и здравствени статус деце у мезолиту и неолиту Ђердапа”. Архаика. 3: 43—65.
- Radović, M., Stefanović, S., Edinborough, K., 2015. Cranial Age Assessment and Cranial Pathology from the Mesolithic-Neolithic Inhabitants of the Danube Gorges, Serbia. Journal of Open Archaeology Data. 4, p.e5.
- Dimitrijević, V., Živaljević, I., Stefanović, S. 2016. Becoming sedentary? The seasonality of food resource exploitation in the Mesolithic-Neolithic Danube Gorges. Documenta praehistorica XLIII: 103-122.
- Porčić, M., Blagojević, T. and Stefanović, S. (2016). „Demography of the early Neolithic population in central Balkans: population dynamics reconstruction using summed radiocarbon probability distributions”. PLOS ONE. 11 (8): e0160832. Bibcode:2016PLoSO..1160832P. PMC 4980024 . PMID 27508413. doi:10.1371/journal.pone.0160832 .: e0160832.
- Стефановић, С., Порчић, М. (2015). „Старчевачки гробови на Јаричишту-антрополошка анализа”. Архаика. 3: 67—88.
- Јовановић, J. де Бекделиевр, K. Гуд, Г. ле Руа, М., Ершер, Е., Стефановић, С. (2015). „Исхрана и здравствени статус деце у мезолиту и неолиту Ђердапа”. Архаика. 3: 43—65.
- Radović, M., Stefanović, S., Edinborough, K., 2015. Cranial Age Assessment and Cranial Pathology from the Mesolithic-Neolithic Inhabitants of the Danube Gorges, Serbia. Journal of Open Archaeology Data. 4, p.e5.
- Borić, D., French, C.A.I., Stefanović, S., Dimitrijević, V., Cristiani, E., Gurova, M., Antonović, D., Allué, E.A., and Filipović, D. 2014. The Mesolithic life and death at Vlasac (Serbia). Borić, Dušan; French, Charles A. I.; Stefanović, Sofija; Dimitrijević, Vesna; Cristiani, Emanuela; Gurova, Maria; Antonović, Dragana; Allué, Ethel; Filipović, Dragana (2014). „Late Mesolithic lifeways and deathways at Vlasac (Serbia)”. Journal of Field Archaeology. 39 (1): 4—31. doi:10.1179/0093469013Z.00000000070..
- Villotte, S., Stefanović, S., Knüsel, C.J. „External auditory exostoses and aquatic activities during the Mesolithic and the Neolithic in Europe: results from a large prehistoric sample”. Anthropologie. Brno. 52 (1): 73—89. 2014.
- Stefanović, S., Porčić, M. (2013). „Between-group Differences in the Patterning of Musculo-skeletal Stress Markers: Avoiding Confounding Factors by Focusing on Qualitative Aspects of Physical Activity”. International Journal of Osteoarchaeology. 23: 94—105. doi:10.1002/oa.1243.
- Radović, M.,, Stefanović, S. 2013. The bioarchaeology of the Neolithic transition: evidence of dental pathologies at Lepenski Vir (Serbia) Documenta Praehistorica XL: 75-83.
- Nehlich, О. Borić, D., Stefanović, S., Richards, M. (2010). „Sulphur isotope evidence for freshwater fish consumption: a case study from the Danube Gorges, SE Europe”. Journal of Archaeological Science. 37 (5): 1131—1139. Bibcode:2010JArSc..37.1131N. doi:10.1016/j.jas.2009.12.013.
- Porčić, M., Stefanović, S. (2009). „Physical activity and social status in Early Bronze Age society: The Mokrin necropolis”. Journal of Anthropological Archaeology. 28 (3): 259—273. doi:10.1016/j.jaa.2009.06.001.
- Borić, D., Raičević, J. Stefanović,S. 2009. Mesolithic cremations as elements of secondary mortuary rites at Vlasac (Serbia). Documenta Praehistorica XXXVI: 247-282.
- Stefanović, S. 2006. The Domestication of human birth. Documenta Praehistorica XXXIII: 574-581.
- Borić, D., Stefanović, S. (2004). „Birth and death: infant burials from Vlasac and Lepenski Vir” (PDF). Antiquity. 78 (301): 582—601. doi:10.1017/S0003598X00113201.